# Jacek Augustyn Gołyński
Jacek Augustyn Gołyński (ur. 1804 w Koczubijowie koło Kamieńca Podolskiego, zm. 17 czerwca 1846 w Irkucku) – działacz patriotyczny, sybirak.
Był współzałożycielem tajnego Związku Wolnych Braci Podolan. W okresie powstania listopadowego w roku 1831 był członkiem Rady Centralnej Podolskiej (tzw. Junty), będącego organem kierowniczym konspiracji, a także posłem na sejm powstańczy z ziem zabranych z powiatu kamienieckiego. Współorganizował dywizjon jazdy podolskiej w Legii litewsko-ruskiej. Był uczestnikiem walk m.in. w obronie Twierdzy Zamość. Od roku 1836 był członkiem tajnego Stowarzyszenia Ludu Polskiego i konspiracji Szymona Konarskiego. W roku 1838 został aresztowany i skazany na 20 lat ciężkich robót na Syberii. Zmarł na zesłaniu.